# Colorant azoïque
 (mars 2010).
 (avril 2025).
Pour les articles homonymes, voir Azoïque.

L'azobenzène est la plus petite molécule de la famille des colorants azoïques

Les colorants azoïques sont des composés azoïques dans lesquels un groupe azo relie deux noyaux benzéniques.
Les colorants azoïques insolubles sont utilisés en teinturerie pour la teinture des fibres cellulosiques sous toutes ses formes.
Ces colorants sont « incomplets » dans leur fabrication qui est achevée au sein même de la fibre en fin de teinture. Ainsi le colorant se présente d'une part sous forme de β-naphtol insoluble et d'autre part sous forme d'une base à diazoter ou d'un sel prêt à l'emploi.
En teinturerie, on parle généralement de naphtol et non de colorants azoïques insolubles. Ceci est également valable pour les noms de marques concurrentes.
Les pigments azoïques sont une famille de colorants organiques de synthèse, utilisés en peinture pour fabriquer des rouges, des jaunes, des oranges et des bruns

## Historique
En 1859, Johann Peter Griess découvrait la réaction de diazotation, puis la réaction de couplage azo, par laquelle on produit à l'heure actuelle une grande partie des colorants synthétiques. Sur les plus de six mille colorants existants, la majorité sont artificiels.
Lorsque les premiers rouges azoïques (β-naphtol) arrivent sur le marché de l'industrie textile, ils ont fortement concurrencé les carmins de cochenille (kermes).
Ces colorants ont ensuite été mis au point sous forme de laques afin d'être utilisés en peinture. Leur diffusion, par les maisons Lefranc en France et Winsor & Newton en Angleterre, démarra dès la fin du XIXe siècle.

## Propriétés des naphtols
Cette classe de colorant permet d'obtenir des teintures très solides de manière générale sur fibres cellulosiques. Les nuances reproduites seront généralement dans les tons foncés, bien que des nuances claires puissent être obtenues.

## Préalables
Les naphtols sont appliqués en deux temps, premièrement le piétage ou imprégnation d'une manière ou d'une autre de la marchandise, qui sera suivi d'un développement à l'aide d'une base ou d'un sel.
Les naphtols ont généralement de l'affinité pour les fibres cellulosiques, les bases ou les sels n'en ont que peu ou pas.

## Classification de pigments
Les pigments comprennent : 
- les jaunes Hansa : PY1, PY3, PY65, PY73, PY74, PY97 ;
- les jaunes et oranges diazoïques : PY17, PY83, PO13 ;
- les jaunes, rouges et bruns diazoïques de condensation : PY128, PR242, PBr23, PBr41 ;
- les jaunes et oranges benzimidazolones : PY154, PY155, PY175, PO36, PO62 ;
- les rouges naphtols : PR5, PR9, PR112, PR170, PR188 ;
- un rouge monoazoïque laqué (sels de métaux) : PR48 ;
- les orange et rouge pyrazoloquinazolones : PO67 et PR251.

## Emploi

### Piétage
Le naphtol est dissous dans de l'eau bouillante en présence de soude caustique (NaOH), jusqu'à l'obtention d'une solution claire. La solution est ensuite refroidie à la température recommandée et stabilisée avec du formol. On obtient ainsi un β-naphtolate de sodium soluble, donc capable de teindre la marchandise.
Le bain de piétage est réchauffé à 25 °C. On ajoute de la soude caustique, un produit mouillant, un dispersant qui fait office de colloïde protecteur, et du sulfate de sodium ou chlorure de sodium pour augmenter l'affinité du colorant.
La préparation de naphtol est introduite dans le bain de piètage et la matière en est imprégnée et ensuite séchée. Comme il reste en général beaucoup de naphtol dans le bain, celui-ci est regarni de ce qui a été prélevé et peut ainsi servir pour une nouvelle imprégnation. Dans ce cas, on parle de teinture sur bains suivis.

### Développement
Les bases sont dissoutes avec un produit mouillant et de l'acide chlorhydrique (HCl). Lorsque la dissolution est complète on ajoute une solution de nitrite de sodium (NaNO2) afin de générer l'acide nitreux (HNO2) nécessaire à la diazotation de la base.
Les sels solides sont dissous dans de l'eau froide.
Le bain est réchauffé à 20 °C – 25 °C, on y ajoute du chlorure de sodium (NaCl) pour éviter la précipitation des colorants dans le bain. La réaction est très rapide, quasi instantanée. Le développement est suivi de plusieurs rinçages et d'un savonnage qui a pour double fonction de révéler la nuance de la couleur finale et d'éliminer les colorants non fixés.